# 요하네스 페터 뮐러
요하네스 페터 뮐러(독일어: Johannes Peter Müller, 1801년 7월 14일 ~ 1858년 4월 28일)는 독일의 생리학자이다.
현대 독일 의학의 아버지이며, 코블렌츠에서 출생하였다. 어릴 때 괴테의 저서에서 많은 영향을 받아, 자연 연구에 대한 열정으로 의사의 길을 선택했다. 1819년 본 대학에서 수학하고, 1823년에는 태아의 호흡에 관한 연구를 발표했다. 학위를 얻은 뒤, 베를린으로 가서 생리학자인 루돌피의 영향을 받았다. 그 후 다시 본으로 돌아와서 1824년에 강사가 되고, 1830년에는 교수가 되었다. 1833년에 루돌피의 뒤를 이어 베를린 대학 교수가 되어, 해부학·생물학·병리학을 교수했다. 본 시대부터 신경계·감각기의 생리에 특별한 흥미를 가지고 시각 (視覺)의 비교생리학적 연구를 하여, 환시(幻視) 에 관한 논문을 써 지각과 정신작용의 관련을 논했다. 또 신경계통에서의 '벨의 법칙'을 확인, 반사 작용·샘 (腺)의 미세 (微細) 구조에 관한 연구와 발생학에 관한 업적 등 그의 연구 범위는 지극히 다양했다. 그는 만년에 심한 우울 상태에 빠져 정신적으로도 신체적으로도 쇠약하여 1858년에 급서했다.

## 같이 보기
- 결합 조직
- 루돌프 피르호